# Pierrick Dubé
Pour les articles homonymes, voir Dubé.
Pierrick Dubé (né le 7 janvier 2001 à Lyon en France) est un joueur professionnel franco-canadien de hockey sur glace. Il évolue au poste d'attaquant. Il est le fils du joueur Roger Dubé.

## Biographie

### Carrière en club
Formé aux Lions de Lyon, il part au Québec à l'âge de quatorze ans. En 2016, il commence sa carrière junior dans la Ligue de hockey junior majeur du Québec avec les Remparts de Québec.
Le 25 janvier 2021, il est échangé aux Saguenéens de Chicoutimi.
Le 23 juin 2021, les Saguenéens échangent Dubé au Drakkar de Baie-Comeau. L'attaquant refuse de rejoindre le Drakkar puis signe un contrat avec les Lions de Trois-Rivières de l'ECHL le 2 novembre 2021. Il dispute dix matchs pour quatre points. Le 2 janvier 2022, le Drakkar échange Dubé aux Cataractes de Shawinigan. Dubé rejoint les Cataractes dans la LHJMQ et remporte le Trophée Gilles-Courteau. Il marque le but victorieux en prolongation face aux Islanders de Charlottetown pour remporter la série quatre victoires à une.
En 2022, il passe professionnel avec le Rocket de Laval dans la Ligue américaine de hockey après avoir signé un contrat d'essai professionnel le 13 octobre.
Le 2 juillet 2023, il signe un contrat à deux volets de deux ans avec les Capitals de Washington. Après avoir disputé cinquante matchs avec les Bears de Hershey, club-école des Capitals dans la LAH, Dubé est alors le deuxième buteur de la ligue avec vingt-quatre buts. Il est alors appelé par les Capitals. Le 24 février 2024, il joue son premier match dans la Ligue nationale de hockey face aux Panthers de la Floride. Dubé dispute trois parties avant de retourner dans la ligue américaine.
Le 24 juin 2024, il remporte la Coupe Calder avec Hershey en battant en finale les Firebirds de Coachella Valley quatre victoires à deux. Dubé inscrit un triplé lors du dernier match de la finale remporté 5-4 en prolongations. 

### Carrière internationale
Il représente la France au niveau international. Il prend part aux sélections jeunes. Il est forfait pour le championnat du monde 2023 en raison d'une fracture de la malléole.

## Statistiques

### En club
| Saison    | Équipe                   | Ligue |    | Saison régulière | Saison régulière | Saison régulière | Saison régulière | Saison régulière |    | Séries éliminatoires | Séries éliminatoires | Séries éliminatoires | Séries éliminatoires | Séries éliminatoires |
| Saison    | Équipe                   | Ligue | PJ | B                | A                | Pts              | Pun              | PJ               | B  | A                    | Pts                  | Pun                  |                      |                      |
| 2017-2018 | Remparts de Québec       | LHJMQ | 39 | 3                | 1                | 4                | 2                | 6                | 0  | 0                    | 0                    | 2                    |                      |                      |
| 2018-2019 | Remparts de Québec       | LHJMQ | 64 | 17               | 11               | 28               | 28               | 7                | 2  | 0                    | 2                    | 4                    |                      |                      |
| 2019-2020 | Remparts de Québec       | LHJMQ | 56 | 19               | 26               | 45               | 40               | -                | -  | -                    | -                    | -                    |                      |                      |
| 2020-2021 | Remparts de Québec       | LHJMQ | 10 | 5                | 4                | 9                | 0                | -                | -  | -                    | -                    | -                    |                      |                      |
| 2020-2021 | Saguenéens de Chicoutimi | LHJMQ | 14 | 12               | 7                | 19               | 10               | 9                | 9  | 5                    | 14                   | 8                    |                      |                      |
| 2021-2022 | Lions de Trois-Rivières  | ECHL  | 10 | 1                | 3                | 4                | 2                | -                | -  | -                    | -                    | -                    |                      |                      |
| 2021-2022 | Cataractes de Shawinigan | LHJMQ | 36 | 19               | 25               | 44               | 24               | 16               | 12 | 6                    | 18                   | 22                   |                      |                      |
| 2022-2023 | Rocket de Laval          | LAH   | 44 | 16               | 16               | 32               | 30               | 2                | 0  | 0                    | 0                    | 6                    |                      |                      |
| 2022-2023 | Lions de Trois-Rivières  | ECHL  | 9  | 9                | 5                | 14               | 10               | -                | -  | -                    | -                    | -                    |                      |                      |
| 2023-2024 | Bears de Hershey         | LAH   | 66 | 28               | 20               | 48               | 53               | 17               | 7  | 3                    | 10                   | 20                   |                      |                      |
| 2023-2024 | Capitals de Washington   | LNH   | 3  | 0                | 0                | 0                | 2                | -                | -  | -                    | -                    | -                    |                      |                      |
| 2024-2025 | Bears de Hershey         | LAH   | 58 | 19               | 21               | 40               | 44               | 8                | 2  | 1                    | 3                    | 8                    |                      |                      |

### En équipe nationale
| Année | Compétition                          |   | PJ | B | A | Pts | Pun | +/-                                          |  | Résultat |
| 2018  | Championnat du monde moins de 18 ans | 6 | 2  | 0 | 2 | 10  | -5  | Dixième place de l'élite                     |  |          |
| 2019  | Championnat du monde moins de 18 ans | 5 | 3  | 4 | 7 | 0   | -1  | Cinquième place de la division 1, groupe A   |  |          |
| 2020  | Championnat du monde junior          | 5 | 5  | 4 | 9 | 8   | +7  | Médaille d'argent de la division 1, groupe B |  |          |